# Créhelf, Créfollet et Créfadet
Créhelf (ユクシー, Yuxie, dans les versions originales en japonais), Créfollet (エムリット, Emrit) et Créfadet (アグノム, Agnome), parfois désignés ensemble comme les esprits légendaires ou le trio des lacs, sont trois espèces de Pokémon. Ils constituent un trio de Pokémon légendaires. Quand ils sont ensemble, ils peuvent ressusciter Dialga, Palkia ou Giratina à l'aide de leurs orbes respectives.
Issus de la célèbre franchise de médias créée par Satoshi Tajiri, ils apparaissent dans une collection de jeux vidéo et de cartes, dans une série d'animation, plusieurs films, et d'autres produits dérivés. Ils apparaissent pour la première fois dans les jeux vidéo Pokémon diamant et perle, sortis en 2006 au Japon, ce qui en fait des Pokémon de quatrième génération. Ils sont tous trois de types psy et occupent les 480e, 481e et 482e emplacements du Pokédex, une encyclopédie fictive recensant l'ensemble des Pokémon.

## Création

### Conception graphique
On peut retrouver sur leurs fronts une pierre rouge semblable à un rubis se situant entre leurs yeux, représentant un Troisième œil.

### Étymologie
En français, les noms de Créhelf, Créfollet et Créfadet sont des mots-valises fabriqués avec comme préfixe « création » montrant l’appartenance de ces Pokémon au trio des lacs, et respectivement de « elfe » ; de « feu follet » et de « farfadet ».

## Description
Les trois Pokémon se ressemblent : ce sont des petites créatures humanoïdes bleues, tétrapodes (bien qu'ils ne se déplacent qu'en lévitant) et munis de deux queues. Ils diffèrent par leur tête, et notamment par leur coiffe : jaune pour Créhelf, rose pour Créfollet, bleue pour Créfadet. Ces trois Pokémon incarnent l'esprit : Créhelf symbolise le savoir, Créfollet l'émotion et Créfadet la mémoire. Dans la diégèse de Pokémon, ils ont été créés par Arceus, le dieu créateur Pokémon et ont donné l'intelligence aux êtres vivants. Une fois leur tâche accomplie, ils se sont retirés dans une grotte au fond d'un lac, respectivement les lacs Savoir, Vérité et Courage. 

### Créhelf
C'est l'être qui, à sa naissance, a conféré l'intelligence aux hommes et aux Pokémon. Son regard a le pouvoir d'effacer la mémoire, c'est pour cela qu'il garde tout le temps les yeux fermés. Une fois sa tâche accomplie, il s'est retiré dans une grotte cachée au fond d'un lac. Il a Lévitation comme talent. Créhelf représenterait le miroir bouclier de bronze Yata no Kagami, un des trois trésors impériaux du japon qui représente la sagesse et la faculté de comprendre.
Créhelf protège un lac dans la région de Sinnoh: le Lac Savoir qui se trouve près de Frimapic. Dans le jeu vidéo, ses statistiques sont orientées défensivement.

### Créfollet
À sa naissance, les hommes et les Pokémon apprirent la tristesse, la colère, la joie...l'émotion était née. Il procure de la joie à tous ceux qui le voient. Créfollet protège un lac dans la région de Sinnoh: le Lac Vérité, qui se trouve près de Bonaugure. Il a Lévitation comme talent.
Il représenterait le Magatama, l'un des trois trésors impériaux du Japon, symbolisant la bienveillance et la capacité à apprendre.
Sa tête est majoritairement rose et possède 4 tentacules semblables à des cheveux tombants. Il a un cristal ovale rouge sur son front. La partie rose de sa tête descend le long de son visage. Ses yeux sont jaunes. Le reste de sa tête et de son corps est gris/bleu clair. Il a des membres courts et fins,et possède deux queues incrustées de cristaux rouges également. Dans le jeu vidéo, ses statistiques sont très équilibrées.

### Créfadet
C'est l'être qui, à sa naissance, a conféré la volonté aux hommes et aux Pokémon. Il maintient l'équilibre du monde par son seul contrôle, même s'il est plusieurs mètres sous terre. Une fois sa tâche accomplie, il s'est retiré dans une grotte cachée au fond d'un lac. Il a Lévitation comme talent. L'origine de ce Pokémon est incertaine mais il semblerait qu'il représenterai l'épée Kusanagi no tsurugi, un des trois trésors impériaux du Japon qui représente le courage, la valeur et le partage.
Créfadet protège un lac dans la région de Sinnoh: le Lac Courage qui se trouve près de VersChamps. Dans le jeu vidéo, ses statistiques sont très offensives.

## Apparitions

### Jeux vidéo
Créhelf, Créfollet et Créfadet apparaissent dans série de jeux vidéo Pokémon. D'abord en japonais, puis traduits en plusieurs autres langues, ces jeux ont été vendus à plus de 200 millions d'exemplaires à travers le monde. Ils apparaissent pour la première fois dans Pokémon Diamant et Perle. Ils sont présents dans le monde Distorsion,un monde du jeu Pokémon Platine (qui est une suite de Pokémon Diamant et Perle).

### Série télévisée et films
La série télévisée Pokémon ainsi que les films sont des aventures séparées de la plupart des autres versions de Pokémon et mettent en scène Sacha en tant que personnage principal. Sacha et ses compagnons voyagent à travers le monde Pokémon en combattant d'autres dresseurs Pokémon.

## Réception
En tant que Pokémon du savoir, Créhelf est l'emblème de Poképédia, un wiki français consacré aux Pokémon.